# Вдлъбната функция
Вдлъбната функия е вид нелинейна функция в математиката.

## Определение
Нека в някакъв интервал (x1;x2) имаме дефинирана непрекъсната функция y(x), представена с крива, еднопосочно „огъната“ условно само „надолу“. Нека А и Б са стойностите на тази функция съответно в точките x1 и x2. Тогава, ако графиката на y(x) се намира над АБ, функцията в вдлъбната.
Строгото определение за вдлъбната и изпъкнала функция се формира така:

### Вдлъбната функция
Функцията y(x) се нарича вдлъбната в даден интервал, ако за всеки две точки x1 и x2 от него е изпълнено неравенството:
{\displaystyle f\left({\frac {x_{1}+x_{2}}{2}}\right)\geq {\frac {f(x_{1})+f(x_{2})}{2}}}.
Прието е линейната функция да бъде едновременно изпъкнала и вдлъбната. Поради това знакът за равенство присъства в горните дефиниции.

## Свойства
- Ако функцията y(x) притежава втора производна, която е отрицателна (f′′(x)<0) в дадения интервал, то функцията е вдлъбната в този интервал.
- Точките, отделящи изпъкнала от вдлъбната част на графиката на функция, се наричат инфлексни точки за графиката на функцията.